# Fred Graeve
Fred Graeve (* 7. April 1933 in Bochum; † 12. Februar 2020 in Weimar) war ein deutscher Schauspieler, Regisseur und Hörspielsprecher.

## Leben
Der 1933 in Bochum geborene Fred Graeve fand erstmals 1956 als Schauspieler am Stralsunder Theater Erwähnung. Ab Beginn der 1960er Jahre war er über 30 Jahre am  Deutschen Nationaltheater Weimar als Schauspieler und Regisseur engagiert. In diese Zeit fiel auch die langjährige Leitung des Arbeitertheaters des VEB Robotron Büromaschinenwerk Sömmerda, bei dessen Aufführungen er auch die Regie führte. Um 1990 war er am Landestheater Eisenach als Oberspielleiter beschäftigt. Ab Mitte der 1990er Jahre wirkte er für etwa 15 Jahre am Hessischen Landestheater Marburg als Schauspieler. In einigen Produktionen der DDR-Filmgesellschaft DEFA und des Fernsehens der DDR stand er vor der Kamera. Nach der Wende war er auch als Hörspielsprecher in der Hörspielreihe Weltraumabenteuer von Hanno Herzler tätig.
Fred Graeve war mit der Diplombibliothekarin Christa Graeve verheiratet, gemeinsam haben sie einen Sohn. Fred Graeve verstarb 2020 im Alter von 87 Jahren in Weimar, wo er auf dem Historischen Friedhof beigesetzt wurde.

## Filmografie
- 1963: Nackt unter Wölfen
- 1975: Lotte in Weimar
- 1978: Polizeiruf 110: Holzwege (Fernsehreihe)
- 1987: Sachsens Glanz und Preußens Gloria (Fernsehserie, 1 Episode)

## Theater

### Schauspieler
- 1956: Hans Henny Jahnn: Thomas Chatterton (Thomas Chatterton) – Regie: Curt Timm (Stralsunder Theater)
- 1956: Günther Weisenborn: Babel – Regie: Curt Timm (Stralsunder Theater)
- 1961: Manfred Richter: Der Tag ist noch nicht zu Ende – Regie: Fritz Bennewitz ( Deutsches Nationaltheater Weimar)
- 1966: Carlo Goldoni: Skandal in Chioggia – Regie: Ekkehard Kiesewetter (Deutsches Nationaltheater Weimar)
- 1966: Theodor Fontane: Frau Jenny Treibel – Regie: Ekkehard Kiesewetter (Deutsches Nationaltheater Weimar)
- 1968: Ecaterina Oproiu: Ich bin nicht der Eiffelturm (älterer Bruder) – Regie: Sorana Coroama (Deutsches Nationaltheater Weimar)
- 1968: Friedrich Schiller: Die Räuber – Regie: Otto Lang (Deutsches Nationaltheater Weimar)
- 1968: Bertolt Brecht: Leben Eduards des Zweiten von England (Gaveston, Lustknabe) – Regie: Fritz Bennewitz (Deutsches Nationaltheater Weimar)
- 1968: Johann Wolfgang von Goethe: Faust. Eine Tragödie. – Regie: Fritz Bennewitz (Deutsches Nationaltheater Weimar)
- 1969: William Shakespeare: Wie es euch gefällt – Regie: Fritz Bennewitz (Deutsches Nationaltheater Weimar)
- 1970: William Shakespeare: Ein Sommernachtstraum (Puck) – Regie: Fritz Bennewitz (Deutsches Nationaltheater Weimar)
- 1971: Ulrich Becher: Mademoiselle Löwenzahn (Lamm) – Regie: Fritz Bennewitz (Deutsches Nationaltheater Weimar)
- 1972: William Shakespeare: König Richard II. (Green) – Regie: Fritz Bennewitz (Deutsches Nationaltheater Weimar)
- 1972: Ben Jonson: Der Bartholomäusmarkt (Mitgiftjäger) – Regie: Fritz Bennewitz (Deutsches Nationaltheater Weimar)
- 1973: Bertolt Brecht/Kurt Weill: Die Dreigroschenoper – Regie: Fritz Bennewitz (Deutsches Nationaltheater Weimar)
- 1973: Georgi Mischew: Die Hypothesen um die Brandstiftung an der Brücke zu Lowetsch am 3. August 1925 – Regie: Fritz Bennewitz/Barbara Abend (Deutsches Nationaltheater Weimar)
- 1975: William Shakespeare: Othello – Regie: Fritz Bennewitz (Deutsches Nationaltheater Weimar)
- 1975: Johannes R. Becher: Winterschlacht – Regie: Gotthard Müller (Deutsches Nationaltheater Weimar)
- 1976: William Shakespeare: Der Kaufmann von Venedig – Regie: Fritz Bennewitz (Deutsches Nationaltheater Weimar)
- 1977: Mircea Radu Iacoban: Ein Sonnabend im „Veritas“ (Ion) – Regie: Sanda Manu (Deutsches Nationaltheater Weimar)
- 1978: William Shakespeare: Pericles – Regie: ? (Deutsches Nationaltheater Weimar)
- 1980: Friedrich Schiller: Die Verschwörung des Fiesco zu Genua – Regie: Wolfgang Dehler (Deutsches Nationaltheater Weimar)
- 1980: William Shakespeare: Leben und Sterben Königs Johanns – Regie: Fritz Bennewitz (Deutsches Nationaltheater Weimar)
- 1982: Johann Wolfgang von Goethe: Faust. Der Tragödie zweiter Teil – Regie: Fritz Bennewitz (Deutsches Nationaltheater Weimar)
- 1987: William Shakespeare: Hamlet – Regie: Peter Schroth/Peter Kleinert (Deutsches Nationaltheater Weimar)
- 1997: Frank Damerius: Das Gespenst von Canterville – Regie: Peter Radestock (Hessisches Landestheater Marburg)
- 2000: Friedrich Schiller: Die Räuber (Maximilian v. Moor) – Regie: Frank Damerius (Hessisches Landestheater Marburg)
- 2005: Friedrich Schiller: Die Verschwörung des Fiesco zu Genua (Verrina) – Regie: David Gerlach (Hessisches Landestheater Marburg)
- 2006: Anton Tschechow: Die Möwe – Regie: Ekkehard Dennewitz (Hessisches Landestheater Marburg)
- 2006: Bertolt Brecht: Herr Puntila und sein Knecht Matti (Ober) – Regie: Peter Radestock (Hessisches Landestheater Marburg)
- 2006: Umberto Eco: Der Name der Rose (Remigius von Varagine) – Regie: Peter Radestock (Hessisches Landestheater Marburg)
- 2007: Harry Vosberg: Till Eulenspiegel (Magister Grober/Flidibus) – Regie: Peter Radestock (Hessisches Landestheater Marburg)
- 2009: Jörg Mihan nach Victor Hugo: Der Glöckner von Notre-Dame (Clopin Troillefou, König der Bettler) – Regie: Peter Radestock (Hessisches Landestheater Marburg)

### Regisseur
- 1974: Armin Müller: Franziska Lesser (Arbeitertheater des VEB Robotron Büromaschinenwerk Sömmerda)
- 1978: Isidora Aguirre: Die guten Tage, die schlechten Tage (Arbeitertheater des VEB Robotron Büromaschinenwerk Sömmerda)
- 1980: Regina Weicker: König Eduards Moral (Arbeitertheater des VEB Robotron Büromaschinenwerk Sömmerda)
- 1982: Erwin Strittmatter: Katzgraben (Arbeitertheater des VEB Robotron Büromaschinenwerk Sömmerda)
- 1984: Wolfgang Borchert: Draußen vor der Tür (Arbeitertheater des Weimar-Werkes)
- 1985: Katrin Lange: Die Havarie ( Deutsches Nationaltheater Weimar)
- 1986: Alexander Gelman: Wir, die Endunterzeichnenden (Deutsches Nationaltheater Weimar)
- 1987: Peter Madei: Waldstück mit Pelikan (Landestheater Eisenach)
- 1988: Peter Hacks: Ein Gespräch im Hause Stein über den abwesenden Herrn von Goethe (Deutsches Nationaltheater Weimar)
- 1988: Martin Walser: In Goethes Hand (Deutsches Nationaltheater Weimar)
- 1989: Paul Barz: Nie sollst du mich befragen (Deutsches Nationaltheater Weimar)
- 1990: Loriot: Loriots dramatische Werke (Landestheater Eisenach)
- 1993: Albert Camus: Das Missverständnis (Theater der Keller, Köln-Deutz)